# 4101-es busz
A 4101-es jelzésű autóbuszvonal Ózd és Farkaslyuk között húzódó helyközi vonal, amelyet a Volánbusz Zrt. üzemeltet.

## Útvonala
Ózd autóbusz-állomásról indul. A Munkás úton indul el Farkaslyuk irányába, azonban minden esetben érinti a város kórházát. Útvonalát a Pázmány úton folytatja, majd a vonal 3. kilométerénél a szomszédos községben, Farkaslyukon tartózkodik. A belterületén található általános iskolánál elhelyezkedő Vájár út a vonal végállomása.
Ellentétes irányban útvonala változatlan.
Ózd Autóbusz-állomás – Kórház szakaszán a helyi jegyek és bérletek elfogadottak a járatokon.

## Közlekedése
Indításszáma alacsony, a két települést számos másik járat köti össze, de célpontosan ezen kívül a 4158-as busz szolgálja ki a mindössze 10 percnyi utat. Ózd autóbusz-állomáson autóbuszos kapcsolat biztosított Miskolc felé/felől.
| Viszonylat                            | Indításszám     | Közlekedési rend          |
| ------------------------------------- | --------------- | ------------------------- |
| Ózd, aut. áll. – Farkaslyuk, Vájár út | 4 oda, 3 vissza | tanítási napokon          |
| Ózd, aut. áll. – Farkaslyuk, Vájár út | 3 oda, 2 vissza | tanszünetben munkanapokon |
| Ózd, aut. áll. – Farkaslyuk, Vájár út | 1 pár           | szabadnapokon             |
| Ózd, aut. áll. – Farkaslyuk, Vájár út | 2 oda, 1 vissza | munkaszüneti napokon      |

## Megállóhelyei
| 0                                            | Ózd, autóbusz-állomás végállomás                                  | 0.0 km | 1, 2, 2A, 3, 4, 6, 7, 8, 12, 20A, 23, 26, 46, 47, 68, 74, 76, 78 1031, 1034, 1051, 1369, 1384, 1411 3410, 3770, 3773, 4102, 4104, 4140, 4145, 4147, 4148, 4150, 4151, 4153, 4155, 4157, 4158, 4160, 4161, 4180, 4185, 4186 |
| 1                                            | Ózd, Hotel Ózd                                                    | 0.6 km | 1, 2, 4, 8, 12, 20, 21, 23 4102, 4153, 4158, 4160, 4161 |
| 2                                            | Ózd, 48-as utca 8. (↓) Ózd, József Attila utca 3. (↑)             | 1.0 km | 1, 2, 4, 8, 12, 20, 21, 23 4102, 4158 |
| 3                                            | Ózd, Petőfi tér                                                   | 1.2 km | 1, 2, 4, 8, 12, 20, 21, 23 3410, 3412, 4102, 4153, 4154, 4157, 4158, 4160, 4161 |
| 4                                            | Ózd, kórház                                                       | 1.8 km | 1, 2, 4, 12, 20, 21 4102 |
| Helyi jegyek és bérletek érvényességi határa |                                                                   |        | |
| 5                                            | Ózd, Pázmány út 39.                                               | 2.7 km | 4102, 4153, 4158, 4160, 4161 |
| 6                                            | Ózd, Pázmány út 150.                                              | 3.6 km | 3410, 3412, 4153, 4157, 4158, 4160, 4161 |
| 7                                            | Farkaslyuk, Eperjes dűlő                                          | 4.4 km | 4153, 4158, 4160, 4161 |
| 8                                            | Farkaslyuk, Boroszló telep                                        | 5.1 km | 4153, 4158, 4160, 4161 |
| 9                                            | Farkaslyuk, autóbusz-váróterem (↓) Farkaslyuk, idősek otthona (↑) | 5.5 km | 3410, 3412, 4153, 4154, 4157, 4158, 4160, 4161 |
| 10                                           | Farkaslyuk, Vájár út végállomás                                   | 6.1 km | 4158 |